# Laurențiu Buș
Laurențiu Cosmin Buș (n. 27 august 1987, Cluj-Napoca, România) este un fotbalist român liber de contract, care joacă pe post de mijlocaș.
A mai evoluat pentru U Cluj și FC Timișoara.

## Titluri
Oțelul Galați
- Liga I (1): 2010-2011[3]